# Fonds de recherche du Québec – Santé
 (décembre 2017).

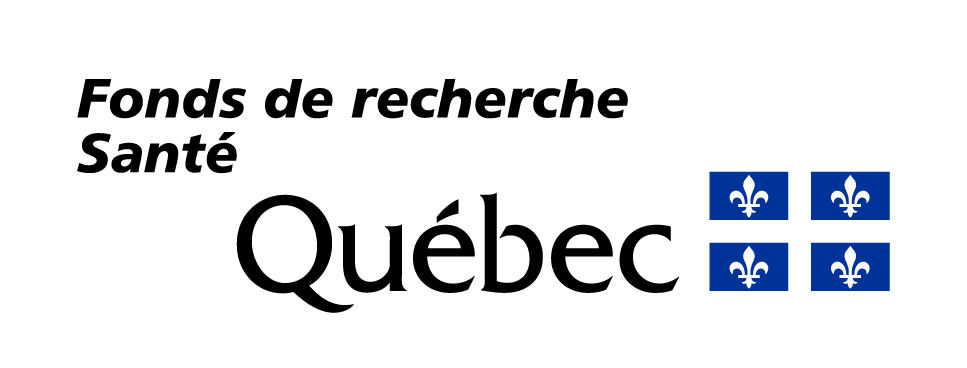
Logo officiel du FRQS

Le Fonds de recherche du Québec – Santé (FRQS) est un organisme à but non lucratif instauré par le Gouvernement du Québec et visant à promouvoir et à développer la recherche sur la santé (fondamentale, clinique, épidémiologique), la recherche en santé publique et la recherche sur les services de santé.
Avec le Fonds de recherche du Québec – Nature et technologies (FRQNT) et le Fonds de recherche du Québec - Société et culture (FRQSC), il constitue l'un des trois Fonds de recherche du Québec et est l'un des principaux organismes subventionnaires de la recherche universitaire au Québec. Il relève du Ministère l'Enseignement supérieur, de la Recherche et de la Science (MESRS). En 2016, le FRQS disposait d’un budget de 77 millions pour financer la recherche.

## Gouvernance
Le FRQS a été créé par la Loi sur le ministère de l’Enseignement supérieur, de la Recherche, de la Science et de la Technologie (RLRQ, chap. M - 15.1.0.1) qui remplace la Loi sur le ministère du Développement économique, de l'Innovation et de l'Exportation (RLRQ, chap. M-30.01).
Le FRQS est dirigé par un conseil d’administration nommé par le gouvernement du Québec. Celui-ci est formé d'au plus 15 membres. Le conseil d'administration est aidé de quatre comités statutaires: le Comité sur l'éthique et l'intégrité scientifique, le Comité de gouvernance, le Comité des programmes et le Comité de vérification, en plus du Comité conjoint sur la conduite responsable en recherche (commun aux trois Fonds) et du Comité intersectoriel étudiant qui relève directement du scientifique en chef.

## Historique
En 2011, le FRQS est regroupé dans une nouvelle structure, les Fonds de recherche du Québec (FRQSC, FRQNT, FRQS). Les trois fonds de recherche conservent toutefois un conseil d'administration indépendant. Depuis le 1er juillet 2011, le scientifique en chef, Rémi Quirion, assure leur bon fonctionnement en collaboration avec les directeurs scientifiques de chaque fonds.
De 2012 à 2017, le poste de directeur scientifique a été occupé par le Dr Renaldo Battista. Serge Marchand a ensuite occupé le poste de directeur scientifique du Fonds du 29 août 2017, à janvier 2019. Le scientifique en chef Rémi Quirion a alors assuré l'intérim, puis Carole Jabet est devenue la directrice scientifique du Fonds en août 2019.

## Conseil d'administration
Le conseil d'administration est actuellement[Quand ?] composé de:
- Rémi Quirion - Président, scientifique en chef
- Jean-Christophe Bélisle-Pipon - Membre, chercheur post-doctoral, Harvard
- Diane Côté - Membre, PDG / Consortium MEDTEQ
- Anne Fortin - Membre, Professeure titulaire / Département des sciences comptables / ESG UQAM
- Louis Gendron - Membre, Professeur agrégé et Directeur des programmes de physiologie / Faculté de médecine, Université de Sherbrooke
- Béatrice Godard - Membre, Professeure titulaire / Département de médecine sociale et préventive, Université de Montréal ; directrice du Réseau de recherche en santé des populations du Québec
- Martin Godbout - Membre, Consultant / Hodran Consultants
- Chantal Guillemette - Membre
- Gilles Hudon - Membre, Consultant
- Serge Marchand - Membre, Directeur scientifique
- Morag Park - Membre, Directrice / Centre de recherche sur le cancer Rosalind et Morris Goodman; professeure, département de biochimie, médecine et oncologie, Université McGill
- Hélène Payette - Membre, Professeure titulaire / Centre de recherche sur le vieillissement CSSS-IUGS
- Simon Racine - Membre, Directeur général / Institut universitaire en santé mentale de Québec
- Patrice Roy - Membre, Directeur des affaires médicales inflammation et immunologie / Pfizer Canada
- Nathalie Tremblay - Membre
- Pierre Prémont - Secrétaire, Conseiller à la direction / Fonds de recherche du Québec